# Телеспизы
Телеспизы (лат. Telespiza) — род воробьиных птиц из трибы гавайских цветочниц подсемейства щеглиных.

## Виды
К роду относят 2 вида:
- Telespiza cantans Wilson, 1890 — Лайсанская вьюрковая цветочница, или лайсанский вьюрок
- Telespiza ultima Bryan, 1917 — Вьюрок Нихоа[3]